# Аккон (Ардеш)
Акко́н (фр. Accons, окс. Acons) — коммуна во Франции, находится в регионе Рона — Альпы. Департамент коммуны — Ардеш. Входит в состав кантона Ле-Шейлар. Округ коммуны — Турнон-сюр-Рон.
Код INSEE коммуны — 07001.

## Население
Население коммуны на 2008 год составляло 430 человек.
| 1962 | 1968 | 1975 | 1982 | 1990 | 1999 | 2008 |
| ---- | ---- | ---- | ---- | ---- | ---- | ---- |
| 218  | 277  | 289  | 378  | 375  | 419  | 430  |

## Экономика

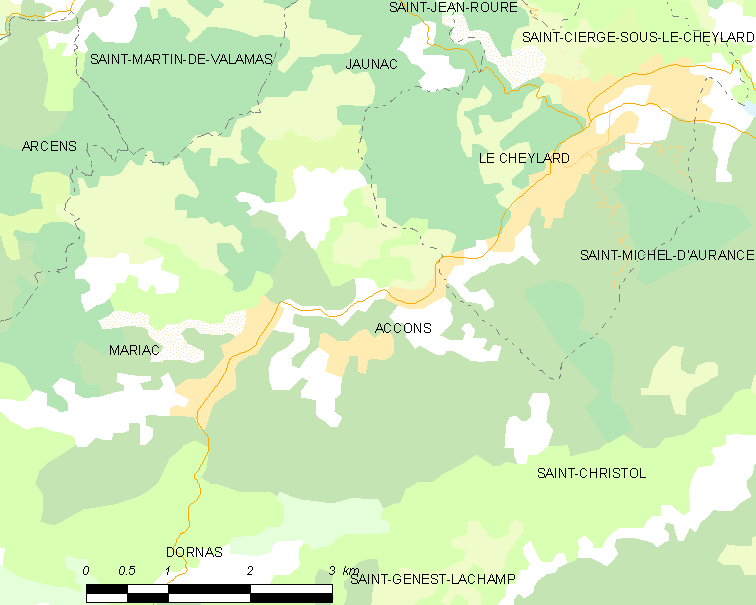
Карта коммуны

В 2007 году среди 298 человек в трудоспособном возрасте (15—64 лет) 230 были экономически активными, 68 — неактивными (показатель активности — 77,2 %, в 1999 году было 74,4 %). Из 230 активных работали 225 человек (124 мужчины и 101 женщина), безработных было 5 (2 мужчин и 3 женщины). Среди 68 неактивных 26 человек были учениками или студентами, 24 — пенсионерами, 18 были неактивными по другим причинам.